# Maia (Ialomiţa)
Pour les articles homonymes, voir Maia.
Maia est une commune du județ de Ialomița en Roumanie.